# François Auguste Goze
François Auguste Goze (Metz, 1º aprile 1810 – Lay-Saint-Christophe, 27 febbraio 1893) è stato un generale francese, si distinse durante la guerra di Crimea e partecipò alla guerra franco-prussiana.

## Biografia
Proveniente da una famiglia di fornitori dell'esercito, il giovane François Goze entrò all'École spéciale militaire de Saint-Cyr nel 1828. Partì come ufficiale nel 1830 e due anni dopo prese parte all'assedio della cittadella di Anversa. Nominato comandante di battaglione nel 1848, François Goze fu ferito durante l'assedio di Roma nel 1849. Fu in seguito nominato Cavaliere della Legion d'Onore.
Promosso tenente colonnello il 30 dicembre 1852, Goze fu inviato con il corpo di spedizione nella guerra di Crimea. Fu citato nell'Ordine dell'Esercito nel novembre 1854, per aver salvato la bandiera del reggimento nella battaglia di Inkerman, prima di prenderne il comando. Ha poi ricevuto la croce di Ufficiale dell'Ordine Nazionale della Legione d'Onore. Promosso al grado di colonnello, venne nuovamente ferito il 7 giugno 1855, al “Mamelon Vert”, presso Malakoff. Dopo la presa di Sebastopoli, François Goze fu promosso generale di brigata.
Durante la Campagna d'Italia del 1859, agli ordini del maresciallo di Francia François Achille Bazaine, comandò la prima brigata della 3a divisione del 1° corpo d'armata, durante la battaglia di Melegnano, dove fu nuovamente ferito. Dopo la battaglia di Solferino del 24 giugno 1859, François Auguste Goze fu nominato Commendatore della Legion d'Onore.
Promosso generale di divisione nel 1867, François Goze comandò la 1a divisione del 5° corpo d'armata dell'Armata del Reno all'inizio della guerra franco-prussiana del 1870.
Il 12 luglio 1880, François Goze fu elevato alla dignità di Grande Ufficiale della Legion d'Onore, prima di morire il 27 febbraio 1893, a Lay-Saint-Christophe, nella Meurthe e Mosella, nella parte della Lorena.